# Relațiile dintre Israel și România
Relațiile româno-israeliene sunt relațiile externe dintre România și Israel. Ambele țări au stabilit relații diplomatice complete la 11 iunie 1948. Israelul are o ambasadă în București. România are o ambasadă în Tel Aviv, două consulate onorifice în Ierusalim și Beer Șeva și un institut cultural în Tel Aviv. Cele două țări au semnat mai multe tratate și acorduri bilaterale, ambele fiind membre cu drepturi depline ale Uniunii Mediteranene și ale multor altor organizații internaționale.

## Comparație între cele două țări
|                                      | România                              | Israel                        |
| ------------------------------------ | ------------------------------------ | ----------------------------- |
| Populație                            | 21.599.736                           | 8.174.527                     |
| Suprafață                            | 238.391 km²                          | 20.770 km²                    |
| Densitate                            | 91 loc./km²                          | 394 loc./km²                  |
| Capitală                             | București                            | Ierusalim                     |
| Cel mai mare oraș                    | București                            | Ierusalim                     |
| Primul șef de stat                   | Alexandru Ioan Cuza                  | David Ben Gurion              |
| Actualul șef de stat                 | Nicusor Dan                          | Reuven Rivlin                 |
| Limbi oficiale                       | Română                               | Ebraică, arabă                |
| Principalele religii                 | Ortodoxism 81,9%, protestantism 6,4% | Iudaism 74,8%, islamism 17,6% |
| PIB (paritatea puterii de cumpărare) | 441 mild. $                          | 297 mild. $                   |
| PIB (rata oficială de schimb)        | 186,5 mild. $                        | 311,7 mild. $                 |
| Rata șomajului                       | 6,7%                                 | 5%                            |

## Istoric
România a recunoscut Statul Israel și a stabilit relații diplomatice cu acesta la 11 iunie 1948. Deschiderea oficiilor diplomatice (legații), conduse de miniștri plenipotențiari, a avut loc în același an. Primul ministru plenipotențiar israelian acreditat la București a fost celebrul pictor Reuven Rubin, originar din România.
Relațiile româno-israeliene s-au desfășurat pe fondul apartenenței celor două state la tabere ostile în perioada Războiului Rece: România se afla sub tutela sovietică, în timp ce Israelul beneficia de susținerea SUA. Pe de altă parte, problema emigrării evreilor din România în Țara Sfântă (așa-numita alia), susținută de Statul Israel, de SUA și de statele occidentale, a fost privită cu ostilitate de către oficialitățile de la București, care se conformau directivelor primite de la Moscova. Pe acest fond, propaganda oficială, atât din România, cât și din Israel, a creat imaginea unor relații tensionate și ireconciliabile, care însă nu corespundeau decât în parte realității.
În primul rând acestea nu au fost liniare, ci au cunoscut o evoluție sinuoasă și, în esența lor, pozitivă, mai ales după anul 1958. Aflându-se sub ocupație sovietică și făcând parte din Tratatul de la Varșovia, România a urmat un timp, ca și celelalte state socialiste, linia trasată de Kremlin. Treptat, regimul de la București a început să adopte o politică independentă, care s-a materializat și în relațiile cu Statul Israel. Momentul cel mai semnificativ s-a înregistrat în anul 1967, când România nu s-a supus directivelor sovietice privind ruperea relațiilor diplomatice cu Israelul, așa cum au procedat celelalte state membre ale Tratatului de la Varșovia. Din contră, în anul 1969 România a ridicat relațiile diplomatice cu statul evreiesc la rang de ambasadă, atrăgând reacții temporare de protest din partea unor state arabe (ruperea temporara a relațiilor diplomatice de către două din ele si retragerea pentru scurtă vreme a ambasadorilor de către alte două). Cel dintai ambasador al Israelului la Bucuresti a fost Rafael Benshalom, iar cel dintâi ambasador al României în Israel a fost fostul ministru  plenipotențiar Valeriu Georgescu. Mai mult, Nicolae Ceaușescu s-a implicat apoi personal în negocierile israeliano-egiptene, care aveau să ducă la acordurile de pace semnate la Camp David în septembrie 1978.
România, asemenea celorlalte state, nu recunoaște transferarea capitalei la Ierusalim – conform deciziilor Knessetului din 1950 și 1980, menținându-și misiunea diplomatică și reprezentanțele oficiale la Tel Aviv.

### Relații politice
Până în 1990, nu au avut loc vizite la nivel de șefi de stat între România și Israel, fiind totuși de remarcat prezența în România a unor lideri marcanți precum primii miniștri Golda Meir și Menahem Beghin. Primul contact la nivel de președinți a avut loc în septembrie 1991, prin vizita de stat în Israel a lui Ion Iliescu. Președintele României s-a întâlnit cu Beniamin Netaniahu și Ehud Barak, prim-miniștri ai Statului Israel, cu prilejul reuniunilor OSCE din 2–3 decembrie 1996, la Lisabona și, respectiv, 19–20 noiembrie 1999, la Istanbul.
În perioada 3–5 ianuarie 2000 președintele Emil Constantinescu a efectuat o vizită de stat în Israel.
În data de 27 ianuarie 2005, președinții celor două state s-au întâlnit în Polonia, cu ocazia participării la ceremoniile de comemorare a 60 de ani de la eliberarea Lagărului de la Auschwitz.
În perioada 31 mai–2 iunie 2009 a avut loc vizita de stat în Israel a președintelui României, Traian Băsescu, la invitația omologului său, președintele Șimon Peres. În cadrul vizitei, președintele României a avut întâlniri oficiale cu șeful statului israelian, Șimon Peres, cu președintele Knessetului, Reuven Rivlin, și cu primul ministru Beniamin Netaniahu. De asemenea, șeful statului român a vizitat Muzeul Memorial al Martirilor și Eroilor Holocaustului Yad Vashem, s-a întâlnit cu reprezentanții comunității românești din Israel și a participat la deschiderea Forumului de afaceri româno-israelian.
La invitația președintelui României, Traian Băsescu, în perioada 11–13 august 2010, președintele Statului Israel, Șimon Peres, a efectuat o vizită de stat în România, aceasta fiind prima vizită a unui șef de stat israelian în România. În cadrul vizitei, președintele Peres a avut convorbiri oficiale cu președintele României, cu primul ministru, cu președintele Senatului și cu președintele Camerei Deputaților.
În perioada 19–21 ianuarie 2014, președintele României, Traian Băsescu, a efectuat o nouă vizită oficială în Statul Israel, în cadrul căreia a fost semnată Declarația comună de cooperare între Administrația Prezidențială și Memorialul Yad Vashem pentru combaterea discriminării, antisemitismului și intoleranței.

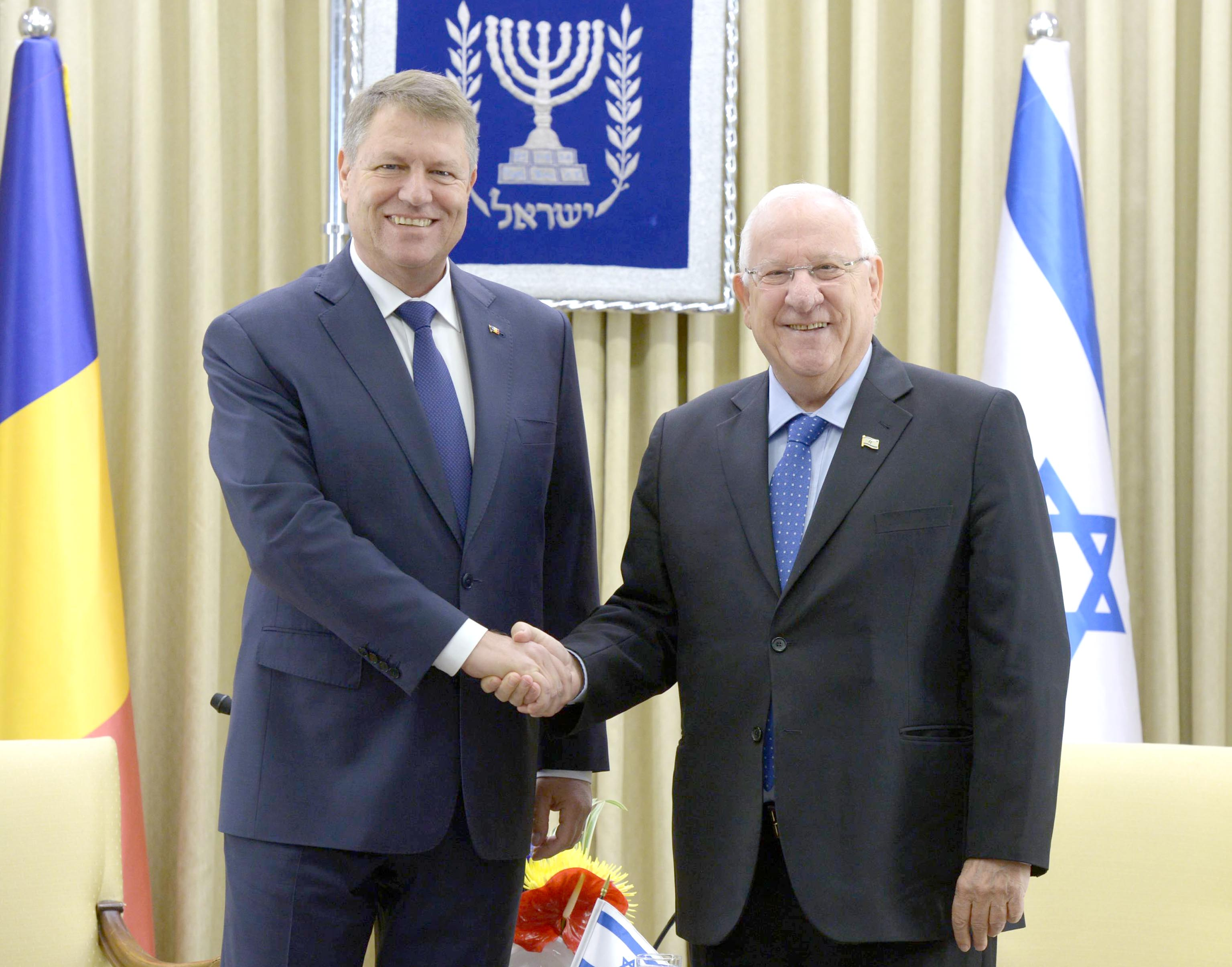
Klaus Iohannis și Reuven Rivlin pe 7 martie 2016

În martie 2016, președintele României, Klaus Iohannis, a sosit în Israel și s-a întâlnit cu președintele israelian Reuven Rivlin, cu președintele Knessetului, Yuli-Yoel Edelstein, și cu alți oficiali. Au discutat despre terorism și comemorarea Holocaustului.
La nivel de prim-miniștri, au avut loc schimburi de vizite oficiale între conducătorii guvernelor celor două țări în anii 1972, 1977, 1985 și 1987 (în România) și, respectiv, 1997, 1998, 2001 (în Israel).
În perioada 14–16 martie 2005 a avut loc vizita oficială la Ierusalim a lui Călin Popescu-Tăriceanu, prim-ministru al României, cu prilejul inaugurării unei noi aripi a Memorialului Yad Vashem de la Ierusalim.
La 24 noiembrie 2011 a avut loc la Ierusalim prima ședință comună a guvernelor român și israelian. Delegațiile naționale au fost conduse de premierul Emil Boc și omologul său israelian, Beniamin Netaniahu. Cu acest prilej a fost semnată o declarație comună a celor două cabinete privind prioritățile cooperării bilaterale pe termen scurt și mediu. De asemenea, în cadrul reuniunii interguvernamentale a guvernelor României și Statului Israel, au fost semnate patru documente de colaborare româno-israeliană.
În perioada 23–24 iunie 2014 a avut loc, la Ierusalim, cea de-a doua ședință comună a guvernului României și guvernului statului Israel. 
În anii 1975, 1978, 1983, 1994, 2000 și 2010 miniștrii de externe ai Israelului au vizitat România, iar în anii 1974, 1988, 1997, 1998, 2001,2002, 2005, 2008, 2011 și 2012 omologii români au efectuat vizite oficiale în Israel.

#### Acuzații de complicitate la genocidul din Gaza
Pe 17 octombrie 2023, premierul român Marcel Ciolacu a fost primul șef de guvern străin care a vizitat Israelul de la începutului războiului dintre statul evreu și organizația militantă Hamas.
Pe 21 Octombrie 2023, Asociația Comunităților Palestiniene din București a organizat un protest pro-palestinian, în care acuza statul român de complicitate în genocidul palestinienilor din Fâșia Gaza.
Pe 13 Ianuarie 2024, Centrul Social Iedera (un ONG progresist) a organizat un protest pro-palestinian în Timișoara. Acesta a acuzat România de complicitate la genocidul din Gaza, aducând ca argument faptul că Israelul este cel mai mare importator de arme românești, contractele între cele 2 state fiind de peste 50 de milioane de euro în 2022. De asemenea, organizația a susținut că armata israeliană folosește arme românești, iar dronele israeliene au componente fabricate în România. ONG-ul a mai precizat că genocidul este finanțat din taxele plătite de români, iar cei responsabili trebuie să fie trași la răspundere.
Pe 20 Iunie 2024, studenți de la Universitatea din București au organizat un protest pro-palestinian în care au denunțat complicitatea statului român la genocidul din Gaza. La protest a participat și europarlamentarul Greens/EFA Nicu Ștefănuță.